# Robert I Parmeński
Robert I, wł. Roberto I Carlo Luigi Maria di Borbone (ur. 9 lipca 1848 we Florencji; zm. 16 listopada 1907 w Villa delle Pianore, w pobliżu Lukki) – ostatni panujący książę Parmy i Piacenzy w latach 1854–1859 (później jego księstwo zostało włączone do Włoch).

## Życiorys
Urodził się we Florencji jako najstarszy syn Karola III Burbona, księcia Parmy, i Ludwiki d'Artois, córki Karola Ferdynanda, księcia de Berry (syna króla Francji – Karola X Burbona). Odziedziczył księstwo w 1854 po tym, jak jego ojciec został zamordowany. Miał wtedy zaledwie 6 lat, więc jego matka została regentką.
Kiedy Robert miał 11 lat, jego księstwo, podobnie jak wszystkie inne włoskie księstwa, zostało włączone do Włoch przez oddziały króla Sardynii. Były książę i jego rodzina cieszyli się jednak znacznym majątkiem i podróżowali prywatnym pociągiem z jednego zamku rodzinnego do drugiego (z Schwarzau am Steinfeld, niedaleko Wiednia, Villa Pianore, w północnych Włoszech, do wspaniałego zamku w Chambord, we Francji).

## Rodzina

### Pierwsze małżeństwo
W 1869 (na wygnaniu) Robert poślubił Marię Pię Burbon, księżniczkę Obojga Sycylii (1849–1882), córkę króla Ferdynanda II. Maria Pia była kuzynką Roberta i urodziła mu 12 dzieci:
- Maria Luiza (1870–1899)

∞ Ferdynand I Koburg, car Bułgarii
- Ferdynand (1871)
- Ludwika Maria (1872–1943), opóźniona umysłowo
- Henryk I (1873–1939), tytularny książę Parmy (1907–1939), opóźniony umysłowo
- Maria Imaculata (1874–1914), opóźniona umysłowo
- Józef (1875–1950), tytularny książę Parmy (1939–1950), opóźniony umysłowo
- Maria Teresa (1876–1959), opóźniona umysłowo
- Maria Pia (1877–1915), opóźniona umysłowo
- Beatrice (1879–1946)

∞ Piotr, hrabia Lucchesi Palli (wnuk Karoliny, księżnej de Berry)
- Eliasz (1880–1959), tytularny książę Parmy, głowa rodziny Burbonów-Parmeńskich (1950–1959)

∞ Maria Anna Habsburg (córka Fryderyka, księcia Cieszyna)
- Maria Anastazja (1881)
- Augusta / August (1882).

Maria Pia zmarła przy narodzinach ostatniego dziecka. Nie wiadomo, czy ostatnie dwoje dzieci, podobnie jak sześcioro ich rodzeństwa również było opóźnione umysłowo.

### Drugie małżeństwo
Robert ożenił się ponownie, w 1884, z Maria Antoniną Portugalską (córką króla Michała I Uzurpatora i Adelajdy Löwenstein-Wertheim-Rosenberg). Maria Antonia urodziła Robertowi również 12 dzieci:
- Maria della Neve Adelajda (1885–1959), zakonnica w klasztorze benedyktynek w Solesmes
- Sixtus (1886–1934)

∞ Hedwiga de La Rochefoucauld
- Ksawery (1889–1977), tytularny książę Parmy, głowa rodziny Burbonów-Parmeńskich (1974–1977), karlistowski pretendent do tronu Hiszpanii

∞ Madeleine de Bourbon-Busset
- Franciszka (1890–1978), zakonnica w klasztorze benedyktynek w Solesmes
- Zyta (1892–1989)

∞ Karol I Habsburg, cesarz Austrii
- Feliks (1893–1970)

∞ Charlotta, wielka księżna Luksemburga
- René (1894–1962)

∞ Małgorzata Duńska (córka Waldemara, księcia Danii) – ich córka Anna była żoną Michała I, króla Rumunii
- Maria Antonia (1895–1977), zakonnica w klasztorze benedyktynek w Solesmes
- Izabela (1898–1984)
- Ludwik Karol (1899–1967)

∞ Maria Franciszka Sabaudzka (córka Wiktora Emanuela III)
- Henrietta (1903–1987)
- Kajetan (1905–1958)

∞ Małgorzata Maria von Thurn und Taxis

## Śmierć
Niecałe 4 miesiące po śmierci Roberta, w 1907, wielki marszałek dworu austriackiego ogłosił, że 6 najstarszych dzieci Roberta z jego pierwszego małżeństwa, zostało wykluczonych z dziedziczenia (były one opóźnione umysłowo). Nie dotyczyło to najmłodszego syna Roberta z tego małżeństwa – Eliasza, księcia Parmy jako jego pierwszego dziedzica. Eliasz jako jedyny ze swojego rodzeństwa (rodzonego) miał swoje dzieci i został oficjalnym opiekunem niepełnosprawnego rodzeństwa. Później przyrodni bracia Eliasza, Sixte i Xavier, próbowali podzielić rodzinną fortunę, ale przegrali sprawę we francuskim sądzie.
Kilku młodszych synów Roberta służyło w austriackiej armii.